# Theridion nivosum
Theridion nivosum là một loài nhện trong họ Theridiidae.
Loài này thuộc chi Theridion. Theridion nivosum được William Joseph Rainbow miêu tả năm 1916.